# RK Bosna Sarajevo
Maillots
Le RK Bosna Sarajevo (nom complet en bosniaque : Rukometni klub Bosna Sarajevo, c’est-à-dire  Club de handball bosniaque de Sarajevo) est la section handball du club omnisports du Bosna Sarajevo, situé à Sarajevo en Bosnie-Herzégovine. Il évolue en 1re division du championnat de Bosnie-Herzégovine.

## Historique
Le  RK Bosna Sarajevo  est créé en 1948. Le club a dominé le handball en Bosnie-Herzégovine dans les années 2000 avec sept titres de 
champion et cinq coupes de Bosnie-Herzégovine.
Le club a ainsi participé sept reprises à la Ligue des champions ainsi qu'à la première édition de la Ligue SEHA en 2011 mais subit depuis les années 2010 la concurrence du RK Borac Banja Luka, du RK Sloga Doboj et du HRK Izviđač Ljubuški.

## Palmarès
Compétitions nationales
- Coupe de Yougoslavie (1) : 1963 (finaliste en 1966)
- Championnat de Bosnie-Herzégovine (7) : 2003, 2006, 2007, 2008, 2009, 2010, 2011
- Coupe de Bosnie-Herzégovine (5) : 2003, 2004, 2008, 2009, 2010

Compétitions internationales
- demi-finaliste de la Coupe des coupes en 2006-2007
- participation à la Ligue des champions en 2004, 2007, 2007, 2009, 2010, 2011 et 2012

## Personnalités liées au club
- / Risto Arnaudovski (2009–2011)
- Abas Arslanagić (Entraîneur, 2002–2003)
- Duško Čelica (2010-2011)
- Nebojša Golić (?-?)
- Nebojša Grahovac (2007-2010)
- / Igor Karačić (2010-02/2012)
- Fahrudin Melić (2002-2004 et 2005-2010)
- Zvonimir Serdarušić (1970-1973)
- Irfan Smajlagić (Entraîneur, 07/2009-12/2011)
- Enid Tahirović (2003–2007)
- Mohamed Toromanović (2003-2008)

## Référence
1. 1 2  Seuls les principaux titres en compétitions officielles sont indiqués ici.